# Батынков, Дмитрий Викторович
Дми́трий Ви́кторович Батынков (7 мая 1970, Москва, СССР) — советский и российский футболист, полузащитник.

## Карьера
В 1987 году играл за московское «Торпедо» в турнире дублёров.
С 1988 по 1991 год выступал за вторую команду московского «Динамо» — «Динамо-2». За основной состав бело-голубых Батынков сыграл лишь однажды: 24 июля 1991 года в чемпионате СССР он вышел на замену Игорю Колыванову на 66-й минуте матча с «Памиром».
Затем два года Батынков играл за ставропольское «Динамо» в чемпионате России, а позже за «Шинник» в первой лиге. В 1995 он уехал в Узбекистан, в команду «Навбахор».
Через 3 года вернулся в Россию и играл за клубы второй лиги: ногинский «Автомобилист», «Северсталь», «Видное» и «Реутов», а также за армянскую «Мику». После завершения профессиональной карьеры выступал за ряд любительских команд.

## Достижения
«Навбахор»
- Чемпион Узбекистана: 1996 Обладатель кубка Узбекистана1995г, бронзовый призер 1997г.